# زنجره درختی
زنجره درختی (نام علمی: Membracidae) نام یک تیره از بالاخانواده زنجره‌درختی‌واران است.